# Nöttja distrikt
Nöttja distrikt är ett distrikt i Ljungby kommun och Kronobergs län. Distriktet ligger sydväst om Ljungby.

## Tidigare administrativ tillhörighet
Distriktet inrättades 2016 och utgörs av socknen Nöttja i Ljungby kommun.
Området motsvarar den omfattning Nöttja församling hade 1999/2000.